# Иннес-Кер, Анна
Анна Эмили Иннес-Кер, герцогиня Роксбург ((англ. Anne Emily Innes-Ker, Duchess of Roxburghe), в девичестве Спенсер-Черчилль (англ. Spencer-Churchill), 14 ноября 1854, Лондон, Англия, Великобритания — 20 июня 1923, там же) — дочь Джона Уинстона Спенсер-Черчилля, 7-го герцога Мальборо, супруга Джеймса Иннес-Кера, 7-го герцога Роксбург. Правительница гардеробной королевы Виктории.

## Биография

### Семья и ранняя жизнь
Леди Анна Эмили Спенсер-Черчилль родилась 14 ноября 1854 года, став четвертой дочерью в семье. Отец — Джон Уинстон Спенсер-Черчилль, 7-й герцог Мальборо, консервативный политик, был лордом-председателем совета и лордом-лейтенантом Ирландии. Мать — Анна Фрэнсис Вейн, дочь Чарльза Вейна, 3-го маркиза Лондондерри. Кроме неё, в семье родилось два мальчика и пять девочек. Дети редко виделись с родителями, были на попечении нянь и гувернанток. Братом Анны был Рэндольф Черчилль, позже ставший канцлером казначейства. Он был отцом премьер-министра Великобритании Уинстона Черчилля, что делает Анну его тёткой.

### Брак

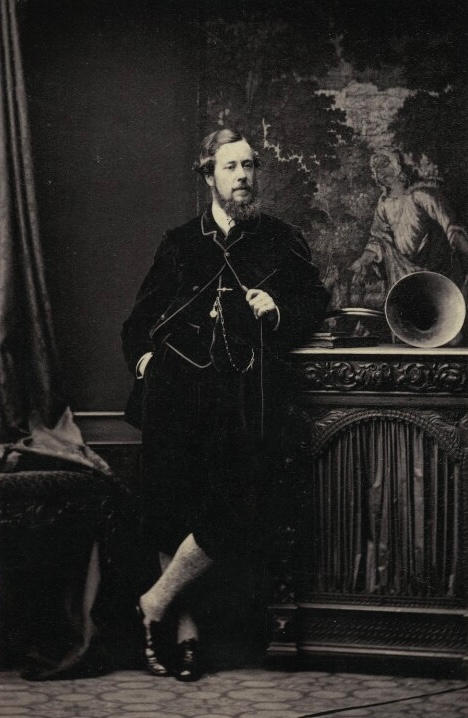
Джеймс Иннес-Кер, 7-й герцог Роксбург

11 июня 1874 года Анна вышла замуж за шотландского аристократа Джеймса Иннес-Кера, старшего сына и наследника Джеймса Иннес-Кера, 6-го герцога Роксбург и Сюзанны Стефании Дэлбиак. В 1879 году сын унаследовал титул отца, став 7-м герцогом Роксбург. Скончался в 1892 году.
В 1883 году Анна была назначена правительницей гардеробной королевы Виктории и служила в должности до 1885 года, когда её сменила Луиза Монтегю-Дуглас-Скотт, герцогиня Баклю. В 1892—1895 годах она снова заняла прежнюю должность при королеве вместе с Анной Мюррей, герцогиней Аттол. В 1906 году вдовствующая герцогиня Роксбург крестила новый и самый большой на тот момент корабль в мире RMS Mauretania. Скончалась 20 июня 1923 года в Лондоне.

## Дети
От брака с Джеймсом Иннес-Кером, 7-м герцогом Роксбург родилось семеро детей:
- Маргарет Фрэнсис Сюзен (1875—1930) — супруга Джеймса Александра Эуинга (1857—1900), одна дочь;
- Генри Джон (1876—1932) — женился на Мери Гоэлет (ум. 1937), один сын;
- Виктория Александрина (1877—1970) — вышла замуж за Чарльза Хайда Виллерса (1862—1947), имела детей;
- Изабелла (1879—1905) — вышла замуж за достопочтенного Гая Гренвиля Уилсона[англ.] (1877—1943), детей не было;
- Аластер Роберт (1880—19??) — женился на Анне Брис (18??—1959), американской наследнице, имел двух сыновей и дочь;
- Эвелин Анна (1882—1958) — вышла замуж за Уильяма Коллинса (1865—1948), имела дочь;
- Роберт Эдвард (1885—1958) — был женат дважды; первый раз на Шарлотте Жозефине Куни, развелись в 1935 году, вторым браком женат на Элеоноре Марии Вудхед (1887—1958), детей от обоих браков не было.